# Philautus surdus
Philautus surdus es una especie de ranas endémica de las Filipinas.
Esta especie se encuentra amenazada de extinción debido a la destrucción de su hábitat natural.